# Screen on the Green (Washington, D.C.)
Screen on the Green är en utomhusfilmfestival om sommaren i Washington, DC, anordnad av HBO där film visas gratis på en stor utomhusskärm. Gratisvisningarna genomförs varje måndag kväll i juli och augusti, och startar då Solen går ner (ungefär klockan 20.30). Filmerna visas på storbildsskärm på National Mall mellan 4:e och 7:e gatan.

## Filmer 2007
- 16 juli - Annie Hall
- 23 juli - The Thing (From Another World)
- 30 juli - Wait Until Dark
- 6 augusti - All The King's Men
- 13 augusti - Casablanca

## Filmer 2008
- 14 juli - Dr. No
- 21 juli - The Candidate
- 28 juli - Arsenic and Old Lace
- 4 augusti - The Apartment
- 11 augusti - Superman